# ليلى أدميان
ليلى فلاديميروفنا أداميان (بالأرمنية: Լեյլա Վլադիմիրի Ադամյան) وُلدت في 20 يناير 1949، تبليسي هي روسيا السوفيتية وأخصائية في التوليد وأمراض النساء، وطبيبة العلوم الطبية، ومعلمة، وأستاذة.رئيس قسم أمراض النساء والتوليد كولاكوف مركز أبحاث أمراض النساء والتوليد وأمراض النساء.كبير أطباء النساء والتوليد في الاتحاد الروسي.
أكاديمي بأكاديمية العلوم الطبية (2004؛ عضو مراسل لعام 1999).أكاديمي في الأكاديمية الروسية للعلوم (2013). عامل مهني للعلوم (2002).الفائز بجائزة الحكومة الروسية (2001).
منحت وسام «وسام الاستحقاق الوطني» في عام 2009، والمستوى الثالث في عام 2014. وأخيرا، فهي الحائزة على «الميدالية الذهبية ليف نيكولاييفيتش»

## السيرة الذاتية
ولدت في 20 يناير 1949 في تبليسي.آدميان لديها أخت صغيرة، سفيتلانا ساكيان، أستاذة طب العيون.

## المنهاج دراسي
```
في عام 
1970
 تخرجت كطبيبة نساء في معهد 
موسكو
 الطبي.أصبحت باحثًا في قسم أمراض النساء في المعهد في عام 1974.ثم تابعت دراستها في 
وزارة الصحة
 
بالاتحاد السوفيتي
، أولًا كمساعد بحث من عام 1977 إلى عام 1980، ثم باحثًا كبيرًا في عام 1980.و في عام 1989، أخذت رئيسة قسم جراحة التوليد.
```

في عام 1999، انتخبة عضوا في الأكاديمية الروسية للعلوم الطبية.في عام 2004، أصبحت عضوًا كاملًا.في عام 2002، أسست ورأسة قسم الطب والجراحة التناسلية في كلية الأبحاث في جامعة موسكو الطبية.في 30 مارس 2007، أصبحت نائبة مدير مركز البحث العلمي.

## النشاط العلمي
مؤلف من 17 اختراع والعديد من الأعمال في مجال أمراض النساء.تمتلك ببراعة جميع أنواع العمليات النسائية التقليدية.كبير أطباء النساء والتوليد في روسيا.ل.أداميان هو رئيس جمعية الطب والجراحة الإنجابية والجمعية الروسية لطفح بطانة الرحم، نائب رئيس الرابطة الوطنية لأطباء النساء - التنظير الداخلي في روسيا.وتحت قيادتها، تم تنظيم 26 مؤتمرًا دوليًا حول الجوانب المختلفة لأمراض النساء على أساس لجنة AIPC SC التي حضرها أكثر من 10000 مشارك، ومنذ عام 2006 - والمؤتمرات الدولية السنوية للطب التناسلي.

## الجوائز
- تكريم عامل العلوم في الاتحاد الروسي (2002)
- جائزة حكومة الاتحاد الروسي في مجال العلوم والتكنولوجيا (2001) - لتطوير وتنفيذ أساليب التنظير الداخلي في أمراض النساء [7]
- وسام الاستحقاق من أجل درجة الآب الرابع (2009) والدرجة الثالثة (2014) [8]
- حائز على جائزة «الميدالية الذهبية التي سميت ليف نيكولاييف»

## الروابط الخارجية
- Лейла Вагоевна Адамян
- ليلى ادميان